# Batuka
Batuka è un brano musicale della cantautrice statunitense Madonna, contenuto nel suo quattordicesimo album in studio Madame X. Il 19 luglio 2019 è stato pubblicato un video musicale diretto da Emmanuel Adjei.

## Concezione
Madonna si è trasferita a Lisbona, in Portogallo, nel 2017, alla ricerca di una grande accademia calcistica per ragazzi per suo figlio David, che voleva diventare un calciatore professionista. Tuttavia, in seguito ha trovato che la sua vita stesse diventando relativamente noiosa, così ha deciso di incontrare artisti, pittori e musicisti. Uno dei primi musicisti che conobbe a Lisbona era un uomo di nome Dino D'Santiago, che l'ha introdotta poi a vari altri artisti del posto, tra cui le Batukadeiras.

## Composizione
Batuka è molto influenzata dalla musica di Capo Verde, Angola e Guinea-Bissau: contiene cori delle The Batukadeiras Orchestra, un gruppo di batteriste femminili, e nel testo Madonna incita una rivoluzione contro l'oppressione.

## Video musicale
Il video di Batuka è stato filmato sulle coste di Lisbona: all'inizio del video viene descritto il batuque, uno stile musicale creato dalle donne di Capo Verde, un'ex colonia portoghese in Africa, considerata uno dei principali punti della tratta degli schiavi africani, dopodiché vengono mostrate Madonna e le donne dell'Orquestra Batukadeiras mentre ballano e danzano in uno studio e all'aperto, con l'oceano come sfondo.